# Liogluta quadricollis
Liogluta quadricollis är en skalbaggsart som först beskrevs av Thomas Casey 1893.  Liogluta quadricollis ingår i släktet Liogluta och familjen kortvingar. Inga underarter finns listade i Catalogue of Life.